# Ted Tinling
Cuthbert Collingwood « Ted » Tinling (23 juin 1910 - 23 mai 1990), parfois appelé Teddy Tinling, est un joueur de tennis, styliste, espion et écrivain britannique. 

## Biographie
Né à Eastbourne, Ted Tinling est le fils de James Alexander Tinling, un comptable agréé. En 1923, souffrant d'asthme, ses parents l'envoyèrent sur la Côte d'Azur sur ordre de son médecin. C'est là qu'il a commencé à jouer au tennis, en particulier au Club de tennis de Nice, où la championne Suzanne Lenglen s'entrainait. Malgré la jeunesse de Tinling, le père de Lenglen lui demanda s'il voulait arbitrer un de ses matchs à venir. Il resta son arbitre personnel pendant deux ans durant une courte carrière de joueur. Cette amitié avec Lenglen le conduisit à son premier Tournoi de Wimbledon en 1927, où il devient agent de liaison jusqu'en 1949. Au cours de la Seconde Guerre mondiale, il était lieutenant-colonel dans l'Intelligence Corps à Alger et en Allemagne,.
Tinling conçut des robes pour la quasi-totalité des joueuses dans les années 1950, 1960 et 1970. Il s'agissait d'une conception en 1949 - culottes en dentelle de tennis (pour Gussy Moran) - qui l'a conduit à être invité à prendre congé de son poste à Wimbledon.
Ami proche de Billie Jean King - dont il a créé la robe pour la célèbre bataille des sexes en 1973 - il est devenu agent de liaison sur le Virginia Slims Women's Tennis Association Tour que King a contribué à créer. Il continue à dessiner des robes audacieuses et inhabituelles pour des stars comme Martina Navrátilová, Chris Evert, Evonne Goolagong et Virginia Wade pendant tout ce temps, mais son rôle dans l'infrastructure du tennis est devenu plus important et il est devenu un porte-parole officiel du jeu. Il a été employé à nouveau par Wimbledon en 1982 comme agent de liaison.
Tinling était ouvertement homosexuel. Il a écrit plusieurs livres sur le tennis dans les années 1980 mais des problèmes respiratoires le poursuivirent jusqu'à mort en 1990. Après sa mort, il a été révélé qu'il avait été un espion de la Joint Intelligence Committee pendant la Seconde Guerre mondiale. Il est membre du International Tennis Hall of Fame depuis 1986. Son frère James Collingwood Tinling a été membre de l'équipe qui a construit le premier moteur à réaction.

## Publications
- Amour et défauts: des personnalités qui ont changé l'histoire du tennis (titre original : Love and Faults: Personalities Who Have Changed the History of Tennis), 1979, ASIN B000RQF87C, Crown
- Tinling, Sidgwick & Jackson, 1984,  (ISBN 0-283-98963-7).

## Cinéma
- 2017 : Battle of the Sexes de Jonathan Dayton et Valerie Faris : rôle interprété par Alan Cumming